# Eugeniusz Orłowski
Eugeniusz Orłowski (ur. 10 grudnia 1864 w Wilnie, zm. 22 lipca 1929 w Warszawie) – tytularny generał brygady Wojska Polskiego.

## Życiorys
Urodził się 10 grudnia 1864 w Wilnie, w rodzinie Konstantego i Amelli von Bohl. Od czerwca 1918, w stopniu generała, służył w armii Aleksandra Kołczaka, a od 10 października 1919 w Wojsku Polskim na Syberii. Od 7 stycznia 1920 do 13 kwietnia 1921 przebywał w bolszewickiej niewoli.
Po powrocie z niewoli został przyjęty do Wojska Polskiego. 1 stycznia 1922 został przeniesiony w stan spoczynku, w stopniu pułkownika piechoty. 
26 października 1923 roku Prezydent RP Stanisław Wojciechowski zatwierdził go w stopniu tytularnego generała brygady. Na emeryturze mieszkał w Wilnie. Zmarł 22 lipca 1929 w Warszawie.
Eugeniusz Orłowski był żonaty z Marią z Wojtkiewiczów, z którą miał jedno dziecko.
Pochowany na Wojskowych Powązkach (kwatera A15-5-16).

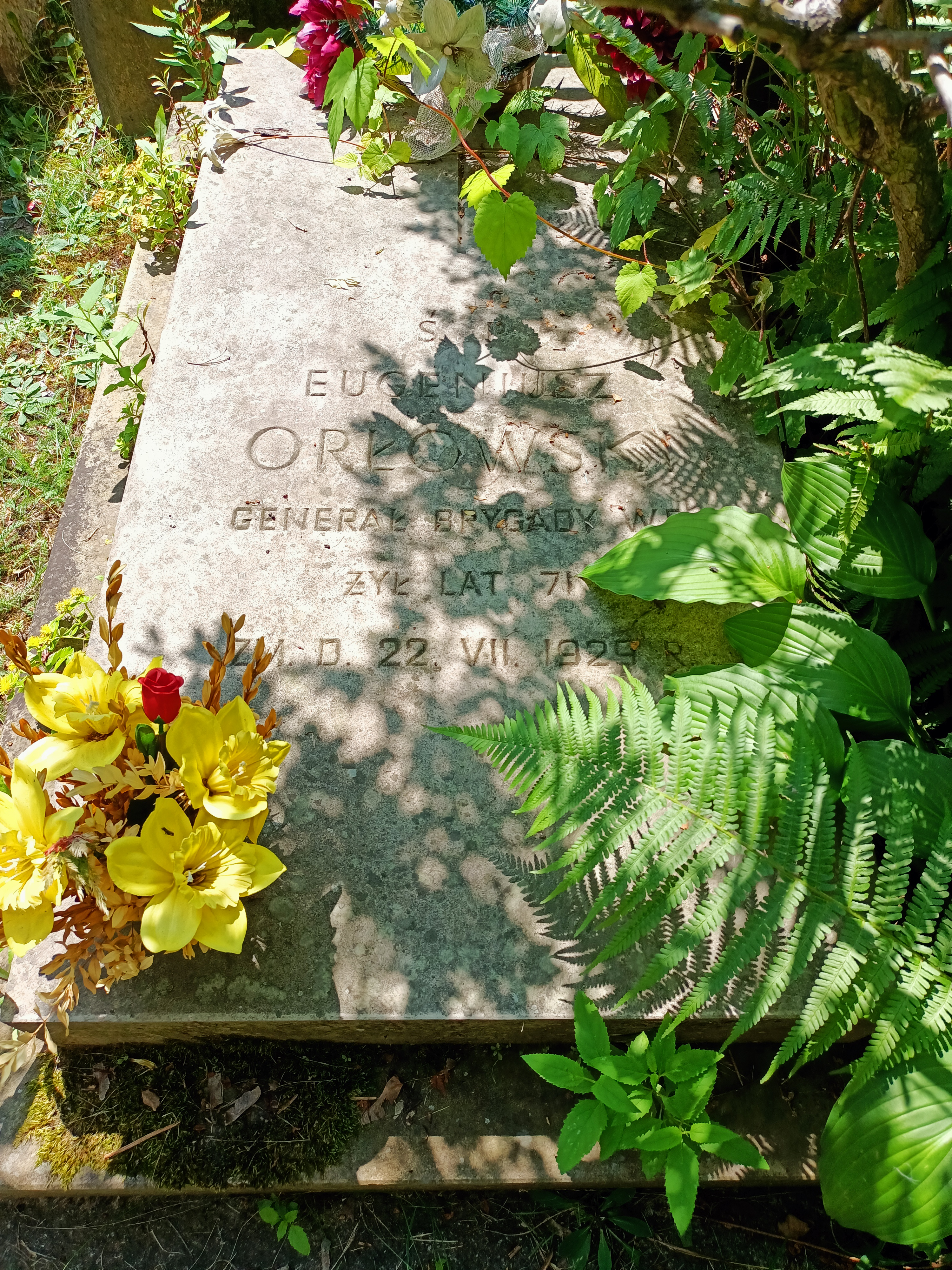
Grób generała Eugeniusza Orłowskiego na Cmentarzu Wojskowym na Powązkach